# Nessorhinus graciloides
Nessorhinus graciloides är en insektsart som beskrevs av Dozier. Nessorhinus graciloides ingår i släktet Nessorhinus och familjen hornstritar. Inga underarter finns listade i Catalogue of Life.